# Elecciones legislativas de Guinea-Bisáu de 2019
Las elecciones legislativas de Guinea-Bisáu de 2019 se realizaron el 10 de marzo.
El Partido Africano por la Independencia de Guinea y Cabo Verde (PAIGC) ganó 47 de los 102 escaños y siguió siendo el partido más grande. Aunque su pérdida de diez escaños resultó en un parlamento colgado. 
Los acuerdos previos a la elección con la Asamblea del Pueblo Unido (cinco escaños), el Partido de la Nueva Democracia (un escaño) y la Unión para el Cambio (un escaño) le dieron el liderazgo de PAIGC coalición una mayoría de seis escaños en la Asamblea Nacional Popular.

## Sistema electoral
De los 102 miembros de la Asamblea Nacional Popular,100 son elegidos utilizando el escrutinio proporcional por lista cerrada en 27 circunscripciones de múltiples miembros, mientras que los 2 restantes son elegidos por los ciudadanos expatriados en África y Europa.